# Hornsbergsvelodromen

Hornsbergsvelodromen var en utomhus-velodrom som låg på västra Kungsholmen i Stockholm på platsen för nuvarande Kristinebergs IP.

## Historik
Hornsbergsvelodromen förfogade över en 333 1/3 meter lång cementbana och invigdes i juli 1923. Den hade en ytterbana för cykel- och motorcykeltävlingar, medan innerplanen var avsedd för allmänna idrottstävlingar. Den hästskoformade läktaren sträckte sig runt södra kurvan och hade plats för upp till 10 000 åskådare. Vintertid anlades där en skridskobana för barnen Frimurarnas barnhem, som låg strax intill. Harry Persson arrangerade även boxningsgalor på innerplanen.
Det första året hölls  19 cykeltävlingar (varav 10 internationella) och 16 träningskvällar på den nya banan. På banan kördes svenska mästerskapstävlingar på 5000 och 10 000 meter. 1924 och 1927 var velodromen värd för nordiska mästerskapen. 
Anläggningen uppfördes av byggmästarbröderna Paul och Ruben Ljungberg. Redan 1924 fick ägaren AB Velodromen ekonomiska problem som inte kunde lösas. År 1927 godkändes velodromen i Hornsberg inte längre som tävlings- eller träningsanläggning och 1931 revs den slutligen. På platsen anlades Kristinebergs IP som öppnade 1933.

## Bilder

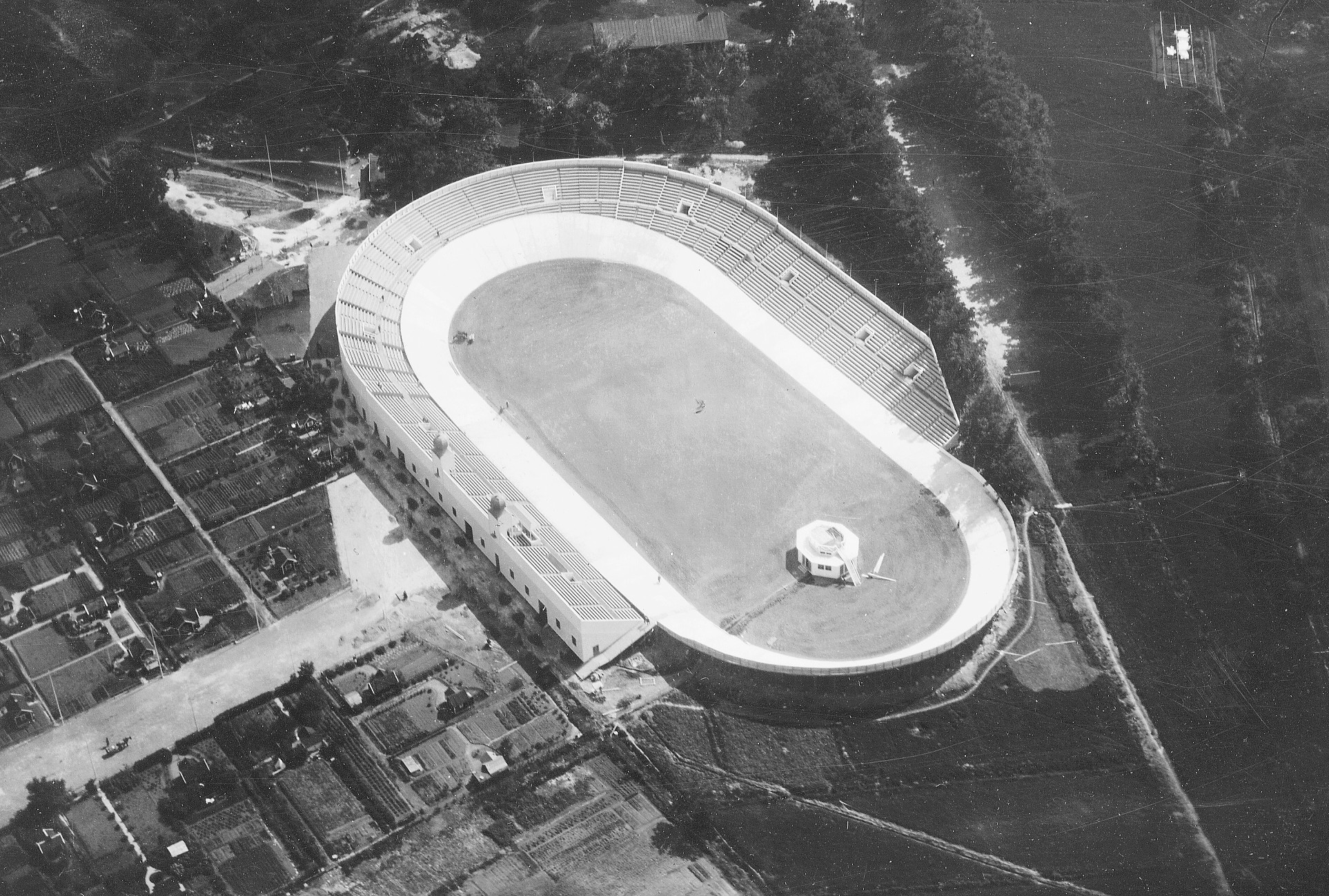
Hornsbergsvelodromen strax före invigningen 1923.
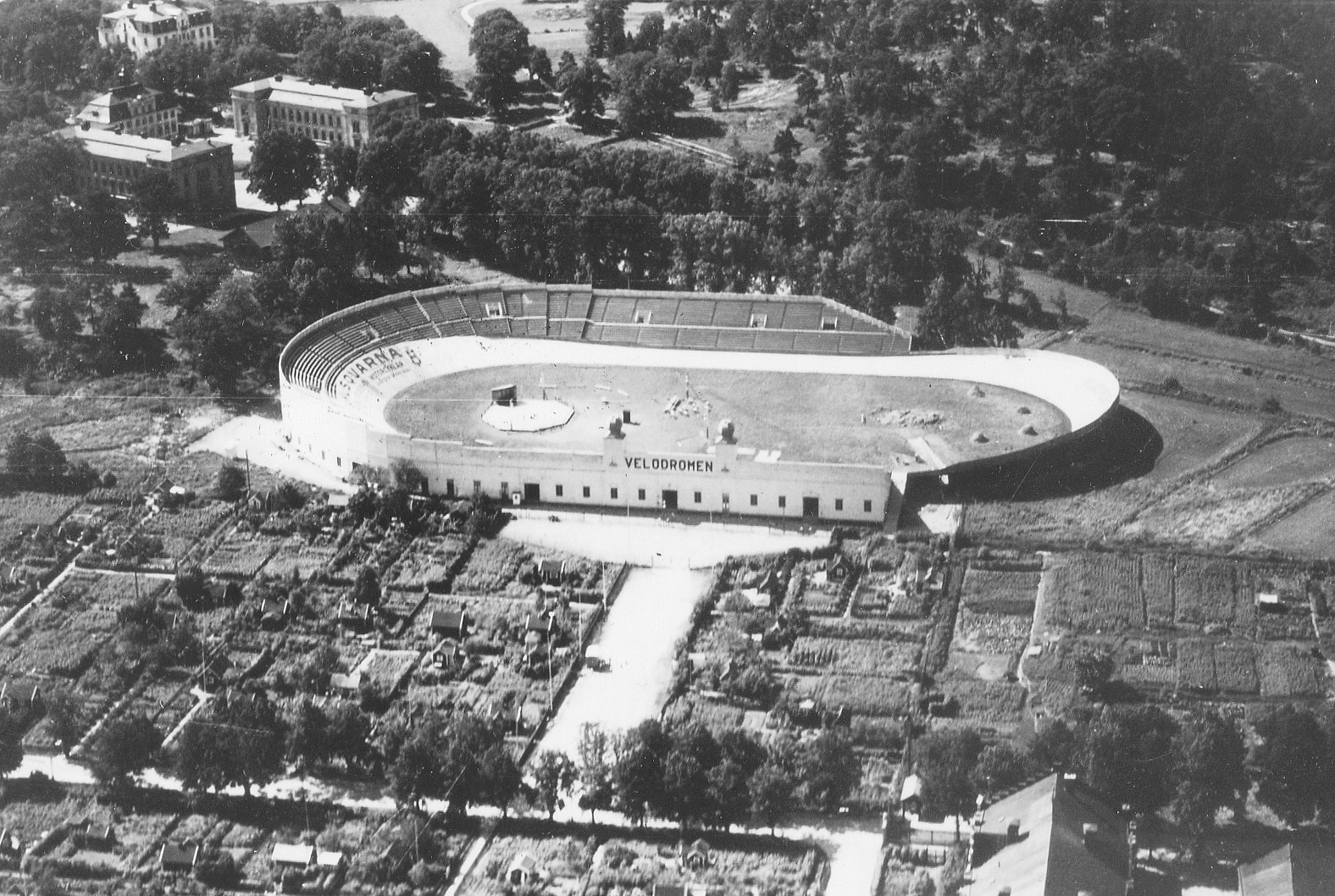
Hornsbergsvelodromen på 1920-talet. I förgrunden syns Iris-Hornsbergs trädgårdskoloni.
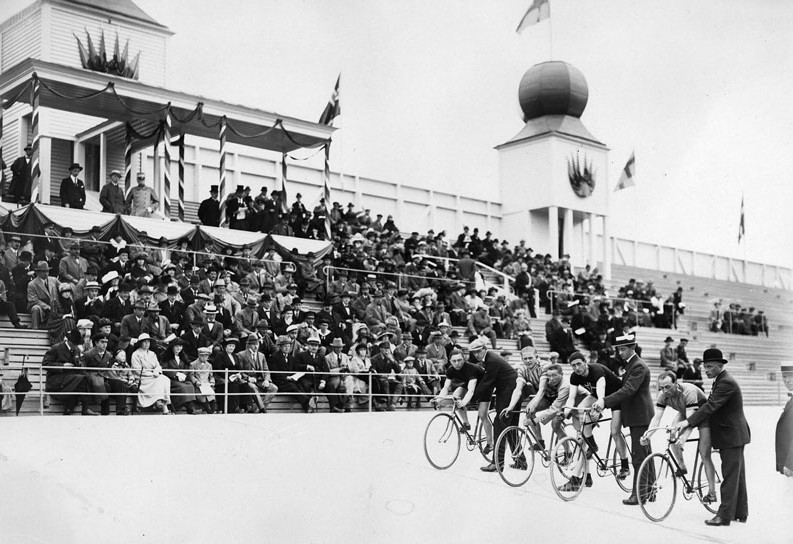
Hornsbergsvelodromen vid invigningen i juli 1923.
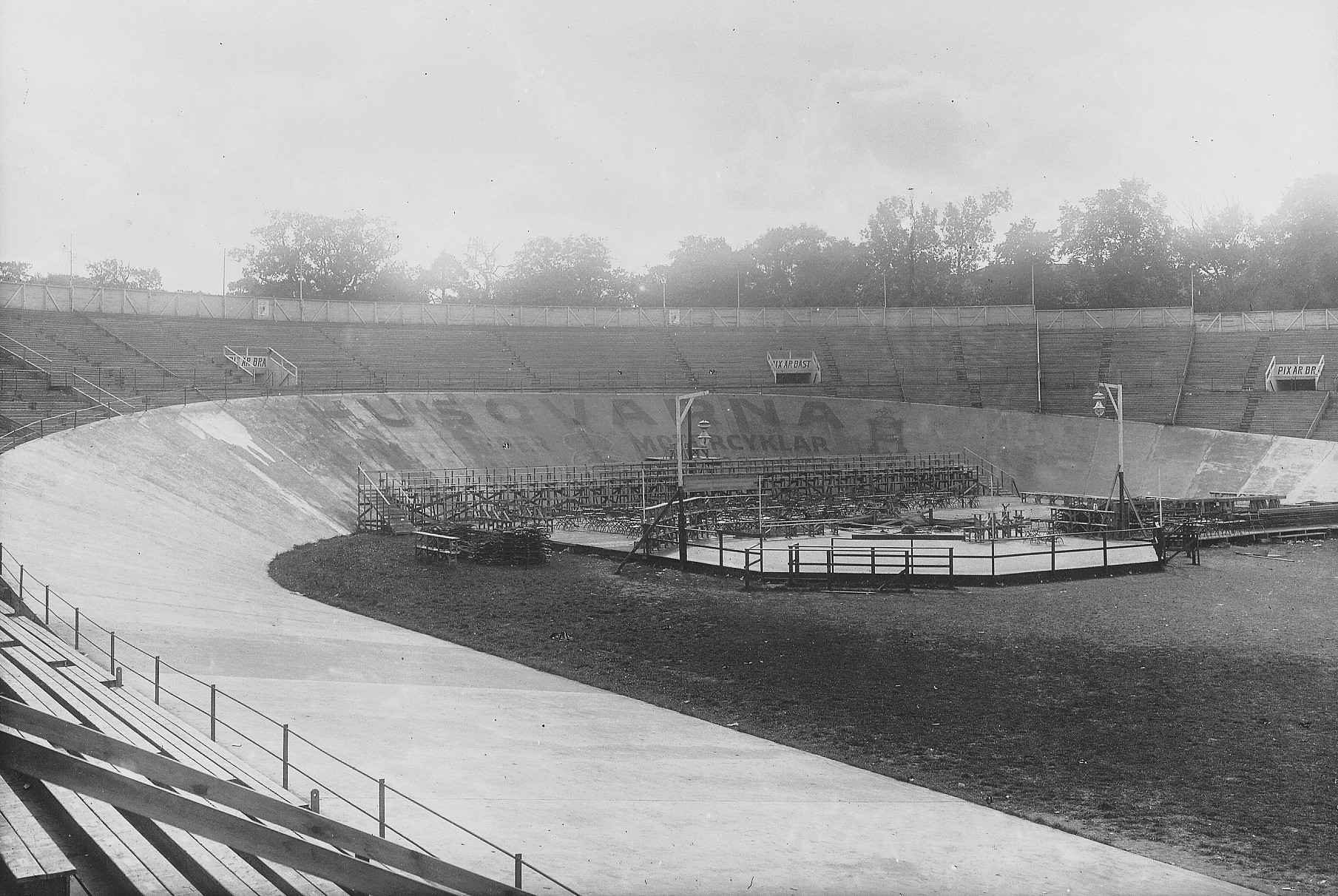
Velodromens södra kurva 1927.